# Demänovka (Fluss)
Die Demänovka ist ein kleiner Fluss in der Nordslowakei und linksseitiger Zufluss der Waag in der Landschaft Liptau.
Sie entspringt am Nordwesthang des 1922 m n.m. hohen Berges Krúpova hoľa am Hauptkamm der Niederen Tatra und nimmt am Oberlauf den linksseitigen Bach Luková sowie die rechtsseitigen Zuflüsse Podrožianka und Krčahovo auf, bevor sie das Demänová-Tal (slowakisch Demänovská dolina) erreicht. Bei Lúčky fließt ein Teil des Wassers in einen Ponor ab, weiter nimmt die Demänovka bei Repiská die linksseitige Zadná voda auf. Die unterirdischen Gewässer bildeten im Kalkstein das Demänová-Höhlensystem, das auch die beiden Schauhöhlen Demänovská jaskyňa Slobody (Demänováer Freiheitshöhle) und Demänovská ľadová jaskyňa (Demänováer Eishöhle) umfasst.
Hinter der Siedlung Tri studničky öffnet sich das Tal und die Demänovka kommt in den Talkessel unterhalb der Tatra, fließt am Ort Pavčina Lehota vorbei und erreicht das Gebiet der Stadt Liptovský Mikuláš. Dort trennt sie zuerst die Stadtteile Bodice links und Demänová rechts des Flusses, unterführt die Autobahn D1 und mündet im Stadtteil Palúdzka linksseitig in die Waag, die nur einen Kilometer flussabwärts in die Talsperre Liptovská Mara fließt.